# Regional at Best
Albums de Twenty One Pilots
Twenty One Pilots (album)
(29 décembre 2009) Vessel
(8 janvier 2013)
Regional at Best est le second album du groupe américain Twenty One Pilots.
La sortie de l'album date du 8 juillet 2011. C'est le premier album avec Joshua Dun, le batteur du duo, après le départ du bassiste Nick Thomas et du batteur Chris Salih en 2011 qui ont néanmoins participé à composer certaines chansons qui ont déjà été jouées en live par le trio, par exemple Car Radio ou Ode to Sleep, même s'ils n'ont pas participé à l'enregistrement de l'album,. C'est également le dernier album avant le label Fueled by Ramen.

## Liste des morceaux
| 1.  | Guns for Hands    | 4:37 |
| 2.  | Holding on to You | 4:26 |
| 3.  | Ode to Sleep      | 5:14 |
| 4.  | Slowtown          | 4:57 |
| 5.  | Car Radio         | 4:49 |
| 6.  | Forest            | 4:11 |
| 7.  | Glowing Eyes      | 4:26 |
| 8.  | Kitchen Sink      | 5:34 |
| 9.  | Anathema          | 3:59 |
| 10. | Lovely            | 4:20 |
| 11. | Ruby              | 4:30 |
| 12. | Trees             | 4:20 |
| 13. | Be concerned      | 4:08 |
| 14. | Clear             | 3:38 |

| 15. | House of Gold                   | 2:54 |
| 16. | Two                             | 3:05 |
| 17. | Screen                          | 3:52 |
| 18. | untitled demo (2011)            | 1:15 |
| 19. | You and I (Cover)               | 1:15 |
| 20. | webseries001 (I need something) | 3:00 |
| 21. | webseries002 (Classic)          | 2:41 |
| 22. | webseries003 (Creepy)           | 4:38 |
| 23. | webseries004                    | 1:34 |
| 24. | webseries005                    | 4:03 |
| 25. | webseries006                    | 2:22 |

## Première saison (2011)
1. Two - Piece
2. Ichthus Part 01
3. Ichthus Part 02
4. CD Release Show
5. Guns for Hands
6. Regional at Best Tour Part 01
7. Regional at Best Tour Part 02